# Tau5 Serpentis
Tau5 Serpentis (τ5 Serpentis, förkortat Tau5 Ser, τ5 Ser) som är stjärnans Bayerbeteckning, är en ensam stjärna belägen i den mellersta delen av stjärnbilden Ormen, i den del som representerar ”ormens huvud” (Serpens Caput). Den har en skenbar magnitud på 5,94 och är svagt synlig för blotta ögat där ljusföroreningar ej förekommer. Baserat på parallaxmätning inom Hipparcosuppdraget på ca 20,4 mas, beräknas den befinna sig på ett avstånd på ca 160 ljusår (ca 49 parsek) från solen.

## Egenskaper
Tau5 Serpentis är en gul till vit stjärna i huvudserien av spektralklass F3 V. Den har en massa som är omkring 50 procent större än solens massa, en radie som är ca 2,2 gånger större än solens och utsänder från dess fotosfär ca 10 gånger mera energi än solen vid en effektiv temperatur på ca 6 900 K.